# Równanie różniczkowe zupełne
Równanie różniczkowe zupełne – równanie różniczkowe rzędu pierwszego postaci:
{\displaystyle P(x,y)+Q(x,y)\cdot {\frac {dy}{dx}}=0,}
w którym {\displaystyle P(x,y),\ Q(x,y)} – funkcje ciągłe w pewnym obszarze {\displaystyle D} i takie, że wyrażenie {\displaystyle P(x,y)\,dx+Q(x,y)\,dy} jest różniczką zupełną pewnej określonej w obszarze {\displaystyle D} funkcji dwóch zmiennych {\displaystyle F(x,y).}
Zatem istnieje taka różniczkowalna funkcja {\displaystyle F(x,y),} że w każdym punkcie obszaru {\displaystyle D} zachodzą następujące związki:
{\displaystyle {\frac {\partial F}{\partial x}}=P(x,y),\quad {\frac {\partial F}{\partial y}}=Q(x,y).}
Warunkiem koniecznym i wystarczającym na to, aby wyrażenie {\displaystyle P(x,y)\,dx+Q(x,y)\,dy} było różniczką zupełną w obszarze jednospójnym {\displaystyle D} jest spełnienie równości:
{\displaystyle {\frac {\partial P}{\partial y}}={\frac {\partial Q}{\partial x}}.}

## Przykład
{\displaystyle (\cos x-x\sin x)y\,dx+(x\cos x-2y)\,dy=0}
{\displaystyle {\mathcal {L}}={\frac {\partial P}{\partial y}}=\cos x-x\sin x}
{\displaystyle {\mathcal {P}}={\frac {\partial Q}{\partial x}}=\cos x-x\sin x}
Zatem {\displaystyle {\mathcal {L}}=P,} czyli istnieje {\displaystyle F(x,y)} taka, że:
|  |  | {\displaystyle {\frac {\partial F}{\partial x}}=(\cos x-x\sin x)y,} |  | (1) |

|  |  | {\displaystyle {\frac {\partial F}{\partial y}}=x\cos x-2y.} |  | (2) |

Przekształcając jedno z powyższych równań (np. (2)) otrzymujemy:
{\displaystyle F(x,y)=\int (x\cos x-2y)dy=yx\cos x-y^{2}+\phi (x).}
Różniczkując powyższe wyrażenie otrzymujemy:
{\displaystyle {\frac {\partial F}{\partial x}}=y(\cos x-x\sin x)+\phi '(x),}
{\displaystyle y\cos x-yx\sin x+\phi '(x)=(\cos x-x\sin x)y,} z równania (1)
stąd:
{\displaystyle \phi '(x)=0,}
zatem:
{\displaystyle \phi (x)=C_{1},}
czyli:
{\displaystyle F(x,y)=xy\cos x-y^{2}+C_{1}=C_{2}}
i upraszczając:
{\displaystyle xy\cos x-y^{2}=C,} gdzie {\displaystyle C} to stała.